# 渥太华麦克唐纳-卡蒂埃国际机场

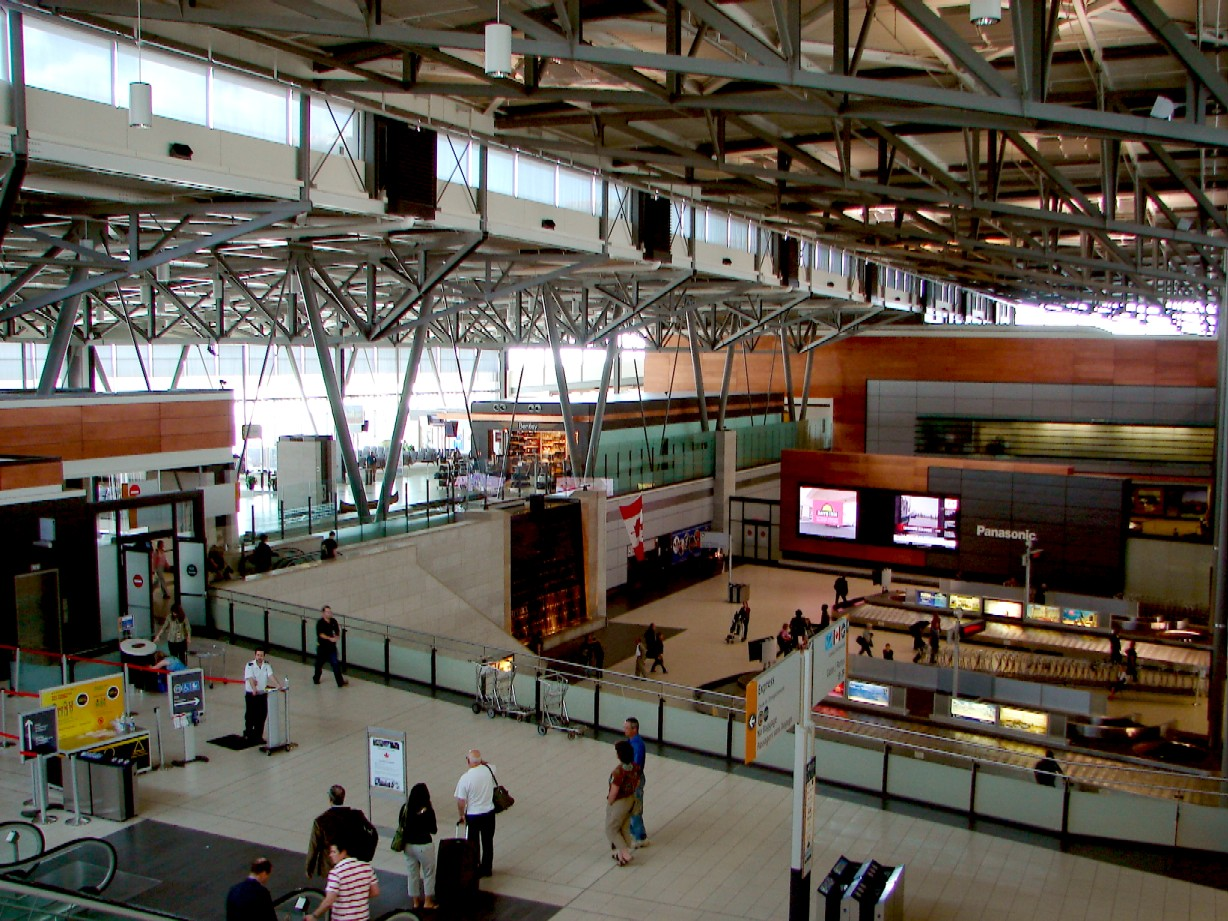
加拿大安大略省渥太華機場航廈內部

渥太华麦克唐纳－卡蒂埃国际机场（英語：Ottawa Macdonald-Cartier International Airport）是加拿大首都渥太华的国际机场，以该国首位总理约翰·亚历山大·麦克唐纳和蒙特利尔东选区首位国会议员乔治-艾蒂安·卡蒂埃的名字命名，是该国第六繁忙的机场。

## 機場設施

### 非禁區
- 1/F 機場地面運輸中心（巴士總站、的士站、停車場穿梭巴士站）、旅客服務中心、祈禱室、行李輸送帶、航空公司行李處理辦公室、失物認領處、行李託管
- 2/F 航空公司辦公室、機管局辦公室、禁區通行證辦事處、天橋連接多層停車場
- 3/F 旅客登記大堂、食肆、商店、超重行李託運、瞭望區

### 禁區
- 地庫 機管局辦公室、機場商戶辦公室、倉庫
- 1/F 行李處理區、機場運作控制中心、停機坪
- 2/F 離境層：登機閘口、候機室、加拿大航空及波特航空貴賓室、兒童遊戲區、瞭望區、食肆及商店

### 購物商店
渥太華機場零售服務主要由法國拉加代爾集團旗下北美拉加代爾旅遊零售服務承擔，機場內外匯兌換服務由ICY外匯兌換公司提供，他們於二樓往美國航班候機室近12B號閘口、二樓國內及國際線候機室近15號閘口以及一樓抵港層接機大堂設有櫃位提供兌換服務。

#### 非禁區
兩間經緯，分別位於三樓旅客登記大堂以及一樓抵港層接機大堂。
另外，三樓旅客登記大堂另有兩間攤販分別售賣服裝及珠寶。

#### 禁區

##### 國內及國際航班候機室
- 兩間經緯；分別位於禁區中央廊位置面對安檢以及19號閘口旁
- 加拿大書店(Great Canadian Bookstore)；位於禁區中央廊安檢旁
- IStore，由蘋果公司授權售賣產品以及其他電子產品；位於17號閘口旁
- 哈德遜灣公司/Scoreboard，售賣加拿大特選服裝和本地球隊產品；位於16號閘口對開
- 探索渥太華，售賣加拿大特選紀念品和服裝；位於15號閘口對開

##### 往美國航班候機室
- 一間經緯，位於二樓往美國航班候機室位置，位於12B號閘口對開。

## 航空公司與目的地

### 客運
| 航空公司       | 目的地                                                  |
| -------------- | ------------------------------------------------------- |
| 加拿大航空     | 愛民頓、勞德代爾堡、倫敦–、                             |
| 加拿大快運航空 | 波士頓、夏洛特、魁北克城、溫尼伯紐約–拉瓜地亞、紐華克、 |
|                |                                                         |
| 加拿大越洋航空 |                                                         |
| 加拿大北方航空 | 伊卡卢伊特                                              |
|                |                                                         |
| 波特航空       | 、                                                      |
| 陽翼航空       |                                                         |
| 西捷航空       | 、溫尼伯                                                |
| 西捷航空快運   |                                                         |
| 达美连接航空   | 底特律                                                  |